# Steatitbrüche von Cunningsburgh
Die Steatitbrüche von Cunningsburgh auf der Shetlandinsel Mainland liegen etwa 19 km südlich von Lerwick oberhalb der A970. Der Catpund-burn, mit Steatit-, Serpentinit und Schieferschichten, führt ungefähr einen Kilometer nach Osten ins Meer. Südlich von Mail führt ein Feldweg zu den Steinbrüchen. Der skandinavische Ortsname Cunningsburgh bedeutet „des Königs Broch“. Der Ort spiegelt die Rolle der Steatitindustrie sowohl in piktischer als auch in der Wikingerzeit wider.

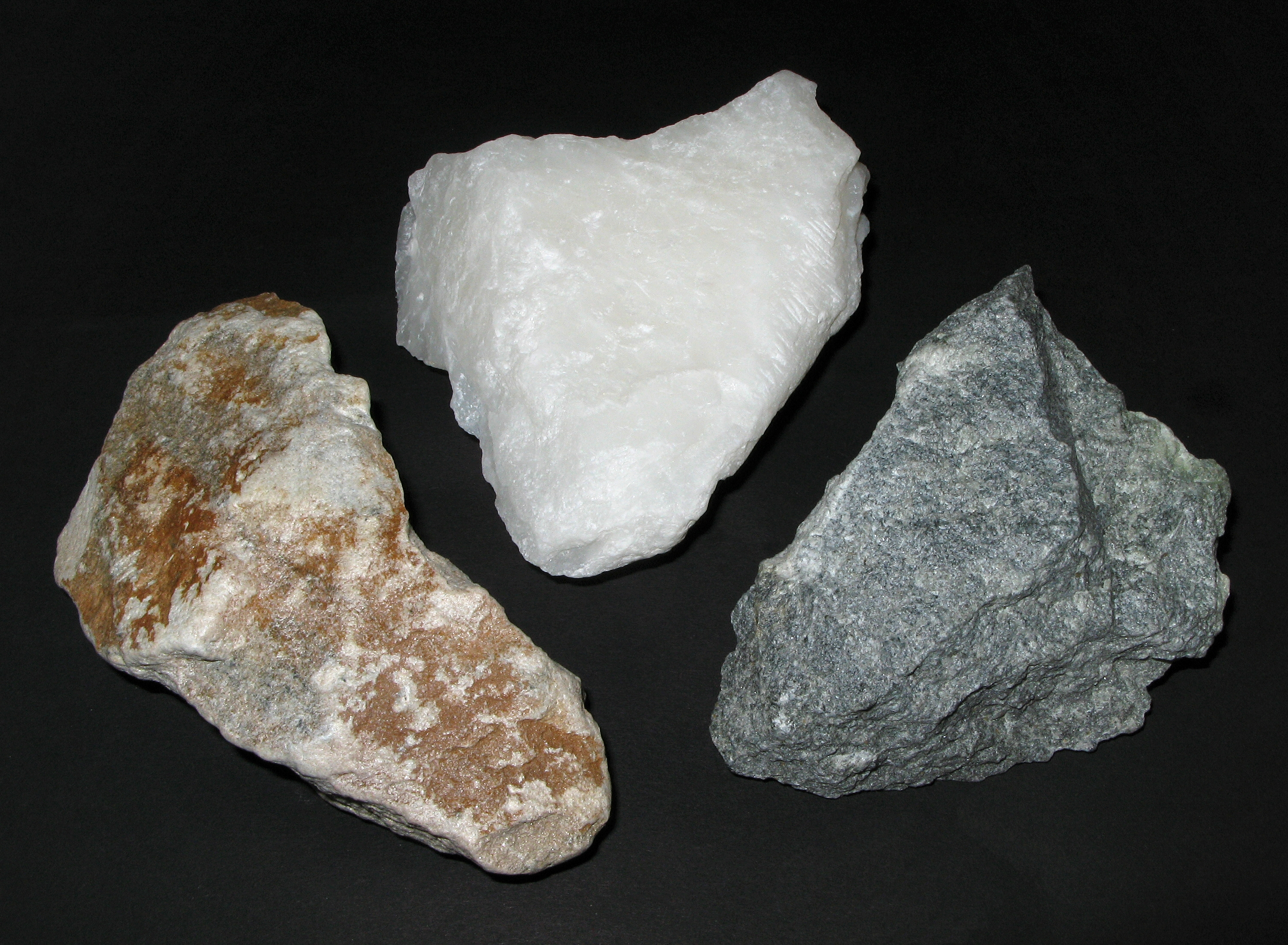
Speckstein in Farbvarianten

Steatit oder Speckstein ist weich und relativ leicht zu bearbeiten. Von der Vorgeschichte an wurden Behälter von verschiedener Größe oder Gestalt aus dem Stein geschnitten. In der Wikingerzeit setzten die nordischen Kolonisten die Specksteinschnitzerei, die sie aus ihrem Heimatland kannten, fort. Die Abbaustellen sind heute noch zu sehen.
Aith Voe im Nordosten der Steinbrüche ist ein Naturhafen. Hier gibt es Belege der Besiedlung von der Eisenzeit an, einschließlich Oghamsteinen, Runeninschriften und eines piktischen Symbolsteins. Der so genannte wolf-man ist eine wolfsköpfige Zeichnung, die vielleicht einen Gott oder einen Priester mit einer Wolfsmaske darstellt. Sie befindet sich im Shetland Museum in Lerwick.